# Садо, Михаил Юханович
Михаи́л Юха́нович Садо́ (ассир. ܡܝܟ݂ܐܝܠ ܒܝܬ ܣܗܕܐ, <mixael bit sahda>; 9 июня 1934, Ленинград — 30 августа 2010, Санкт-Петербург) — советский и российский лингвист, семитолог, политический и общественный деятель ассирийского происхождения.

## Биография
Родился 9 июня 1934 года в Ленинграде в семье ассирийцев, приехавших в Россию из Турции (вилайет Хаккяри) в 1916 году. В семье было четверо детей (трое мальчиков и девочка).
На волне массовых репрессий дед Михаила Юхановича (священник Исхак Садо) был расстрелян в 1938 году, а отец (Юхана) дважды отбывал тюремное заключение в 1938 и 1948 годах (в общей сложности он провёл в лагерях 17 лет).
В годы Великой Отечественной войны семья, оставшаяся без кормильца, была вынуждена эвакуироваться из блокадного Ленинграда в село Урмия Краснодарского края.
Окончил Восточный факультет ЛГУ. Дипломная работа: «Современные ассирийские диалекты СССР» (Барвар, Альбак и Гявар).
В 1962 году женился на Зинаиде Ивановне, вернувшейся в 1961 году из Ирана, куда она была изгнана вместе с родителями во время сталинских репрессий.
В 1964 году вместе со своими единомышленниками (И. В. Огурцовым, Е. А. Вагиным, Б. А. Аверичкиным) основал подпольную антикоммунистическую организацию — Всероссийский социал-христианский союз освобождения народа (ВСХСОН).
В 1967 году арестован КГБ. На вопрос судей о мотивах своей деятельности заявил: «Россия мне мать. Мог ли я спокойно смотреть на страдания своей матери?!». В декабре того же года осуждён по ст. 64 п. «a», ст. 72 УК РСФСР и приговорён к 13 годам ИТК строгого режима (из них первые три — тюремного содержания).
1 октября 1976 года Архиерейский Собор РПЦЗ постановил благословить вывешивание в удобном и видном месте при храмах на английском языке плакатов, где значилось «Мы ставим себе первой целью освобождение Владимира Осипова, Бориса Евдокимова и арестованных вместе с ними М. Ю. Садо и Б. А. Аверичкина».
Отбывал срок во Владимирской тюрьме, а также в политических зонах в Мордовии (Дубравлаг) и Пермской области («Пермь-35», «Пермь-36» и «Пермь-37»). Отбывавшие наказание в те же годы по «самолётному делу» Анатолий Альтман и Иосиф Менделевич подозревали Садо в сотрудничестве с КГБ. По словам Альтмана, у Садо «лицо — смесь Бармалея и Ашурбанипалла, реликт какой-то… Сидел он на больничке, как медбрат и как отец родной всех новых зеков, опекал их, помогал передавать на «особый режим» «полосатикам» «подогрев», то есть кофе с чаем вперемежку. Потом выяснилось, что «добро» на эти «добродеяния» было дано его коллегами, тоже служившими по линии государственной безопасности… Садо получил помиловку и жил короткое время в Калуге, работал маляром, потом преподавал в своем Инязе».
В ноябре 1977 года из колонии был направлен на стройки народного хозяйства. В 1978 году проходил свидетелем обвинения по делу А. И. Гинзбурга, за что его впоследствии упрекал С. А. Ковалёв.
15 февраля 1980 года был освобождён. В том же году ректором Ленинградской духовной академии архиепископом Кириллом (Гундяевым) был принят на работу в академию, где до 2001 года преподавал древнееврейский и арамейский языки, а также в разное время Библейскую археологию и был помощником заведующего библиотекой СПбДА. Был членом Российского Палестинского общества.
Властями Российской Федерации до настоящего времени не реабилитирован.
30 августа 2010 года Михаил Юханович Садо скончался. Похоронен на Никольском кладбище Александро-Невской лавры.

## Общественная и литературная деятельность
Инициатор ассирийского национально-культурного движения СССР в 1980-х. Основатель частной ассирийской школы просвещения в Ленинграде, 1979—1985. Основатель первых всесоюзных фестивалей-слётов ассирийской интеллигенции в Москве и Ленинграде, 1980, 1981, 1982.
Председатель Ассоциации «Атур» с 1995 года. Член координационного совета Ассирийского Международного Конгресса СССР, 1991—1995.
Ему принадлежат переводы многих русских песен и стихов на ассирийский язык. Является автором известной песни «Бинисане» («Весна»).
На протяжении многих лет собирал информацию о судьбах ассирийцев в России. Результатом этой кропотливой работы стало издание книги «Материалы к биографическому словарю ассирийцев в России» (первое издание в 1990 году, второе в 2006 г.), авторство которой принадлежит его сыну иеромонаху Стефану.
В 2000 году на основании собранных им данных в Санкт-Петербурге на Левашовском кладбище на деньги ассирийской общины по проекту скульптора Ю. Г. Джибраева был установлен памятник ассирийцам — жертвам сталинских репрессий («Ассирийский мартиролог»).
С 2003 года, по мнению электронного Интернет-сайта Атраньюс, он стал самым популярным ассирийцем на просторах СНГ и бессменно состоит в списке 10-ти лучших.

## Семья
- Жена — Зинаида Ивановна, 1937 г.р..

дети
- Гиваргиз (1963) — бизнесмен.
- Саргон (1965, ныне архимандрит Стефан) — церковный историк, заведующий библиотекой Санкт-Петербургской Православной Духовной Академии.

### Интервью и выступления
1. Григорян В. Церковь спасла нам жизнь. rusvera.mrezha.ru. Дата обращения: 16 марта 2020. интервью М. Ю. Садо журналисту Христианской газеты Севера России «ВЕРА»-«ЭСКОМ»
2. из atranews.com. www.youtube.com. Дата обращения: 16 марта 2020..
3. Выступление М. Ю. Садо на Ishtar TV. www.youtube.com. Дата обращения: 16 марта 2020..